# 綾菅麻呂
綾 菅麻呂（あや の すがまろ、天平宝字元年（757年） - 弘仁12年6月8日（821年7月10日））は、奈良時代から平安時代初期にかけての人物。姓は公のち朝臣。官位は外従五位下・阿野郡大領。

## 出自
綾氏は日本武尊の子である武卵王（建貝児王）の後裔を称する皇別氏族。讃岐綾氏と同じ。讃岐国阿野郡を本拠とし、氏の名は阿野の地名に基づく。姓は君（公）であったが、天武天皇13年（684年）八色の姓の制定により、中央に居住していた一族は朝臣姓に改姓した。

## 経歴
讃岐国阿野郡の人。桓武朝の延暦10年（791年）以下を言上して公から朝臣への改姓を請い、許された（この時の位階は正六位上）。
菅麻呂の先祖は文武天皇3年（699年）に朝臣姓を許され、これ以降和銅7年（714年）以前の三度の戸籍ではいずれも朝臣と記されていた。しかし、養老5年（721年）の戸籍作成において、古い天智天皇9年（670年）に作成された庚午年籍に基づたため、朝臣姓が削除されてしまった。このため、三度の戸籍と元の位記に基づいて朝臣姓を賜りたい。
延暦14年（795年）阿野郡大領に任ぜられて在任19年に及び、嵯峨朝の弘仁4年（813年）頃に外従五位下に叙せられたという。嵯峨朝末の弘仁12年（821年）6月8日卒去。享年65。

## 官歴
『続日本紀』による。
- 時期不詳：正六位上
- 延暦10年（791年） 9月20日：公から朝臣に改姓
- 延暦14年（795年） 3月：阿野郡大領[3]
- 弘仁4年（813年）頃：外従五位下[3]
- 弘仁12年（821年） 6月8日：卒去[3]